# Apeadeiro de Vale Judeu
O Apeadeiro de Vale Judeu, originalmente denominado de Valle de Judeu, é uma interface encerrada da Linha do Algarve, que servia a localidade de Vale Judeu, no concelho de Loulé, em Portugal.

## História

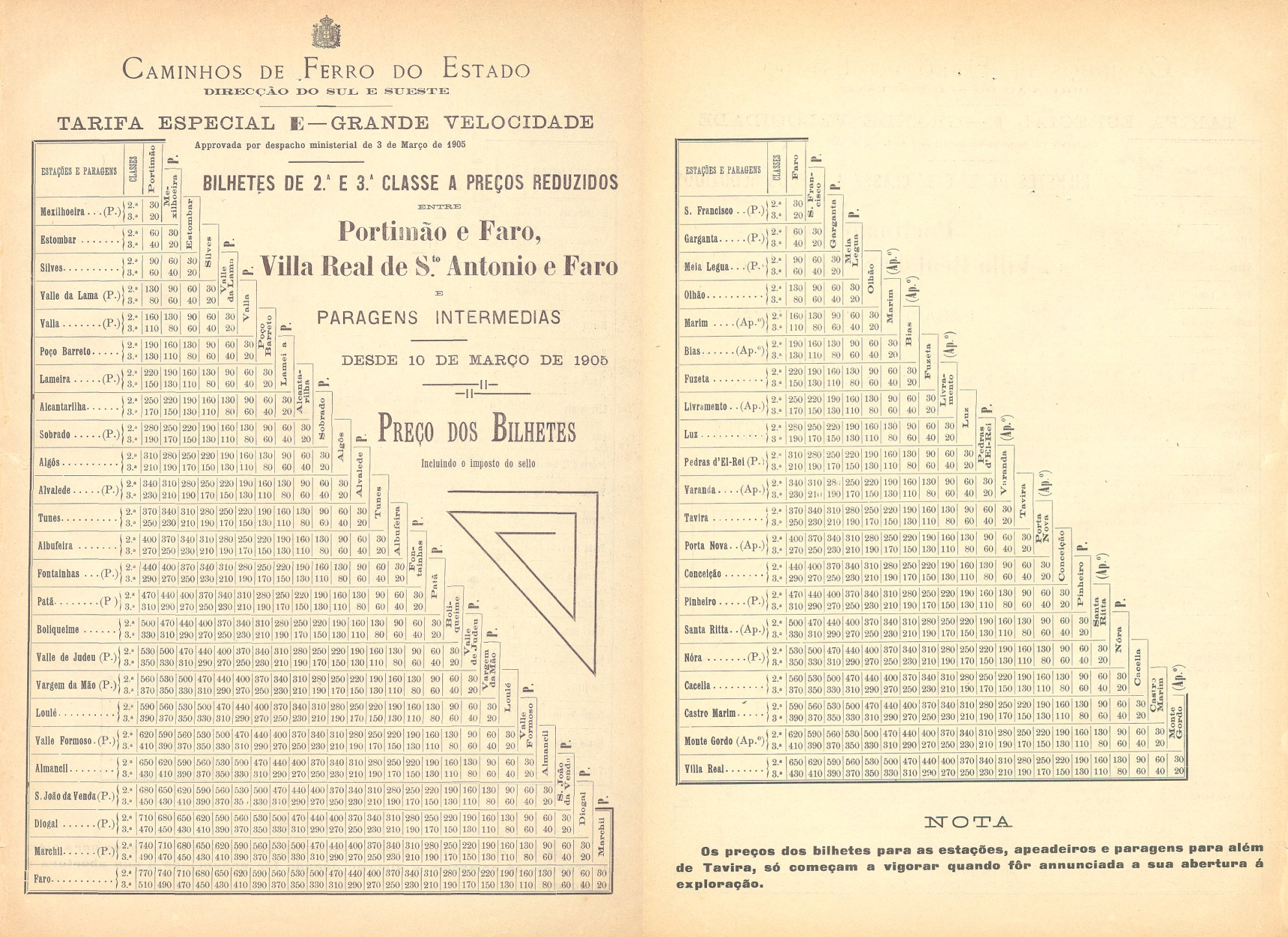
Aviso de 1905, onde esta interface surge com a categoria de paragem, e a denominação de Valle de Judeu.

Este apeadeiro situa-se no lanço da Linha do Algarve entre Tunes e Faro, que foi inaugurado em 1 de Julho de 1889, pelo estado português.
Em 1 de Novembro de 1954, começaram os serviços de automotoras entre Lagos e Vila Real de Santo António, que serviam a Paragem de Vale Judeu.